# Йозеф Долкош
Йозеф Долкош е чешки музикант и общественик.

## Биография
Роден е през 1860 в Малшовице до Храдец Кралове. Живее в Одеса, по-късно обикаля из Кавказ, където поправя музикалните инструменти на руските оркестри. Предприема и няколко керванни пътувания до Персия. Завръща се в родината си, за да отбие военната си служба. След това отново пребивава в Одеса и оттам през Варна пристига през март 1882 г. в Русе, където се установява за постоянно до края на дните си. Занимава се с изработването и поправката на музикални инструменти. Той е основател, първи и впоследствие почетен председател на единственото извънстолично чехословашко дружество в България „Хавличек“, което основава с 21 свои земляци на 19 август 1919 г. Под неговото председателство дружество „Хавличек“ организира чешко училище, чешка библиотека, куклен театър и тържества по повод паметни годишнини и народни празници. Също така подпомага културната и стопанската политика на чехословашките дипломати от ефективното консулство в Русе Йозеф Кадлец (от 26 февруари 1924 г.), Алоис Прохазка (2 юни 1924 – 1 ноември 1929) и Зденек Тобек (1 ноември 1929 – 30 юни 1932) за взаимното опознаване и сближение на двата славянски народа. Умира на 14 февруари 1931 г. в Русе.